# Jean d'Estrades
Pour les articles homonymes, voir D'Estrades.
Jean d'Estrades (vers 1608-1685) est un prélat français. Il a été évêque désigné de Périgueux puis évêque de Condom au XVIIe siècle.

## Carrière ecclésiastique
Fils de François d'Estrades, gentilhomme de la chambre du roi et de Suzanne de Secondat de Roques, Jean d'Estrades naquit dans une noble famille de l'agenais devant être apparentée plus tard avec le fameux Montesquieu. Frère du diplomate et maréchal de France Godefroi, comte d'Estrades, Jean d'Estrades fut destiné en tant que cadet à la carrière ecclésiastique.
Pourvu de l'abbaye de Bonnefont au diocèse de Comminges, il fut nommé évêque de Périgueux par le roi en 1646 avant que d'être transféré au diocèse de Condom en septembre 1647. Il résigna cette charge en 1659.
Prieur commendataire de Saint-Magloire de Léhon au diocèse de Saint-Malo (1670-1674), abbé de Chaalis, il permuta ce dernier bénéfice avec Jules-Paul de Lionne, abbé de Saint-Melaine à Rennes, prenant possession de son abbaye le 14 août 1667. Cette dernière ayant subi un incendie dans la nuit des 18-19 mars 1665, Jean d'Estrades s'attacha à poursuivre et accompagner le relèvement spirituel de son abbaye (entamé en 1627 par l'introduction de la réforme de Saint-Maur) par la restauration matérielle des bâtiments monastiques, l'actuelle tour de l'abbatiale, le cloître et le manoir attenant étant alors érigés.
Jean d'Estrades meurt le 12 juin 1685, et son neveu, Jean-François d’Estrades lui succède dans son abbatiat rennais. Il fut enterré dans le chœur des moines de Saint-Melaine.

## Armes
« Écartelé aux premier et quatrième de gueules au palmier d'or terrassé de sinople, au lion léopardé d'argent couché au pied ; aux deuxième et troisième d'azur à la fasce d'or accompagnée au chef de deux coquilles du même et en pointe d'un croissant d'argent. »

## Galerie

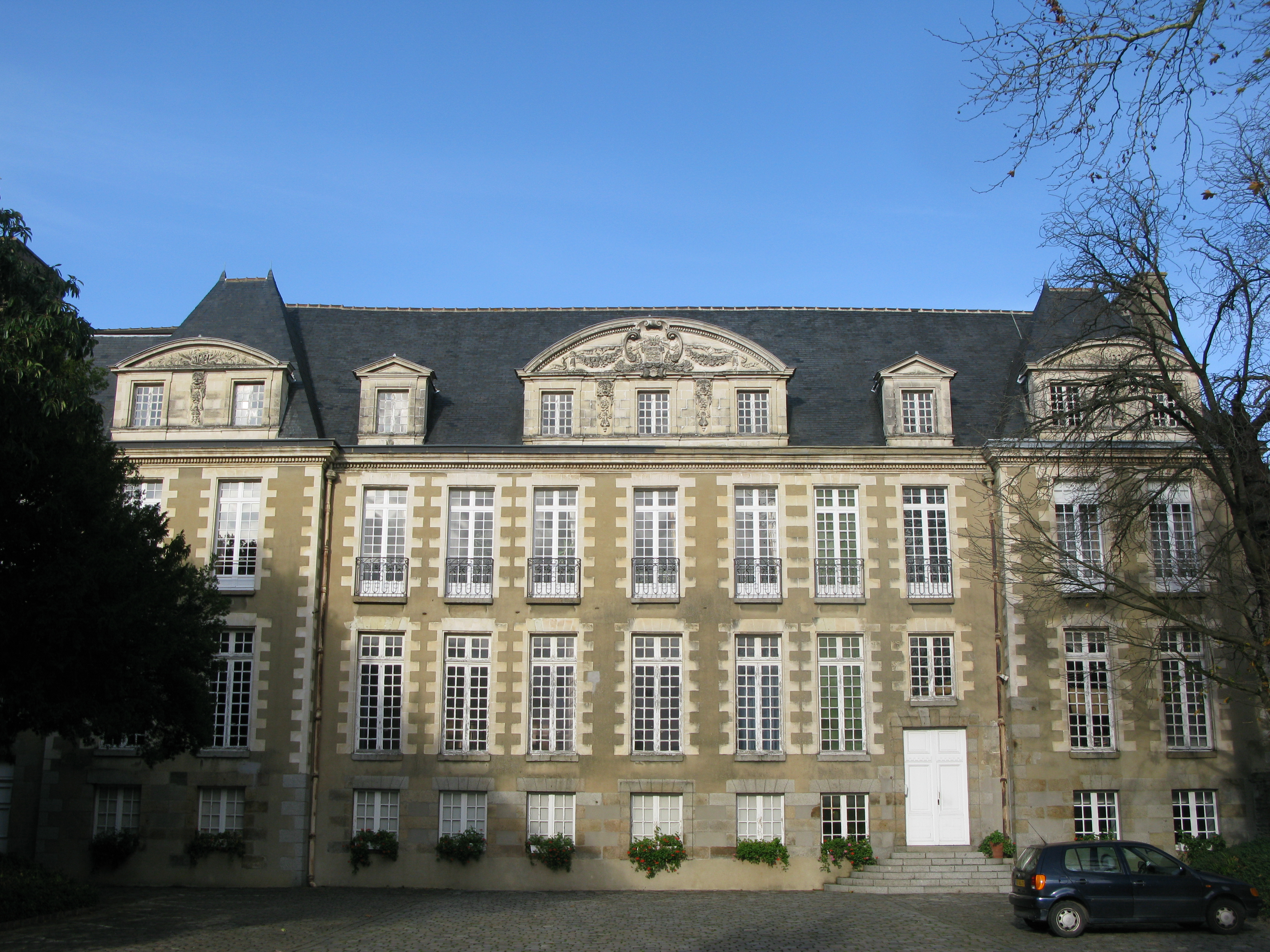
Le palais abbatial de Saint-Melaine à Rennes.
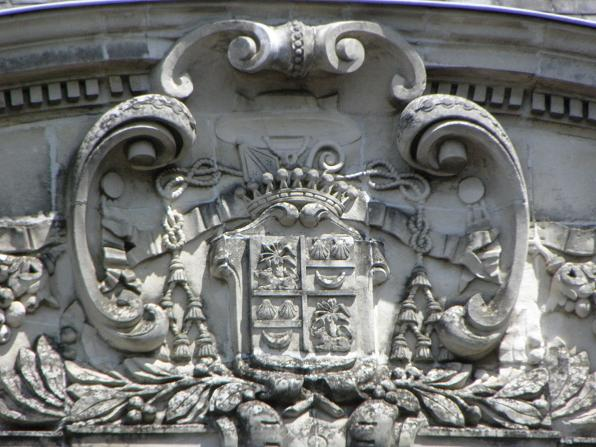
Armes de Jean d'Estrades au palais abbatial de Saint-Melaine de Rennes.

### Sources
- Amédée Guillotin de Corson, Pouillé historique de l'archevêché de Rennes, Rennes, Fougeray et Paris, René Haton, 1880-1886, 6 vol. in-8° br., couv. impr. (disponible sur Gallica).